# Обок (регіон)
Обок (араб. أوبوك) — регіон на півночі Джибуті.
Адміністративний центр — місто Обок. Площа регіону становить 5700 км², населення — 37 856 осіб (2009).

## Географія
Регіон на півночі межує з Еритреєю, на південному заході — з регіоном Джибуті Таджура, на північному сході омивається Червоним морем. На сході — Баб-ель-Мандебська протока, на південному сході — Аденська затока.